# Toma Semeczka
Toma Semeczka (ukr. Тома Семечка, ur. 1780 - zm. 5 lipca 1855 w Łubnie) – ksiądz greckokatolicki, dziekan birczański w latach od 1828 do co najmniej 1849.
Wyświęcony w 1808. Proboszcz w Łubnie od co najmniej 1828 do śmierci. W latach od co najmniej 1828 do co najmniej 1831 administrator dekanatu birczańskiego, w latach 1833-1849 dziekan birczański.